# Teocaltiche
Teocaltiche é um município do estado de Jalisco, no México.
Em 2005, o município possuía um total de 36.976 habitantes.